# Fungia somervillei
Fungia somervillei là một loài san hô trong họ Fungiidae. Loài này được Gardiner mô tả khoa học năm 1909.